# Права ЛГБТ у Чорногорії
Особи ЛГБТ (лесбійки, геї, бісексуали, трансгендери) у Чорногорії можуть зіткнутися з юридичними викликами, з якими не стикаються люди, які не є ЛГБТ. І сексуальна активність, і чоловіки, і жінки чоловічої статі є законними в Чорногорії, але домогосподарства, очолювані одностатевими парами, не мають права на однаковий законний захист, доступний для подружньої пари протилежної статі. 
Дискримінація як за статевою орієнтацією, так і за гендерною ідентичністю забороняється при працевлаштуванні, наданні товарів і послуг, освіті та медичних послугах. Чорногорія також має закони про злочини на ґрунті ненависті, які включають сексуальну орієнтацію та гендерну ідентичність як підставу недискримінації. Асоціація ILGA-Europe поставила Чорногорію на 22-ге місці з 49 країн Європи за рівнем законодавства про права ЛГБТ.  Незважаючи на це, чорногорське суспільство ще не досягло високого рівня прийняття, а дискримінація ЛГБТ-людей часто залишається незареєстрованою. 

## Законність одностатевої сексуальної активності
Чорногорія декриміналізувала одностатеву сексуальну активність у 1977 році. Вік згоди - 14 років, також узаконений у 1977 р. 

## Визнання одностатевих стосунків
Не існує законного визнання одностатевих пар. Конституція Чорногорії забороняє одностатеві шлюби .  
13 листопада 2012 року тодішній віце-прем'єр-міністр Душко Маркович заявив, що уряд Чорногорії готує законопроєкт про надання певної форми юридичного визнання одностатевих парам.  Міністерство з прав людини та прав меншин підготувало законопроєкт про легалізацію зареєстрованих партнерських відносин, який би надавав деякі права, переваги та обов'язки подружжю, але не передбачав усиновлення чи сприяння. Сербська православна церква та Демократичний фронт виступили проти цієї пропозиції, стверджуючи, що це "зірве" християнські цінності та сімейне життя в Чорногорії. 
27 грудня 2018 року уряд Чорногорії прийняв проєкт. У разі прийняття рішення це набуде чинності через рік.    Законопроєкт був внесений до парламенту 24 січня.  27 лютого 2019 року його підтримав парламентський комітет з прав людини.   Однак 31 липня 2019 року законопроєкт був заблокований парламентаріями на чолі з Демократичним фронтом .  Демократична партія соціалістів, соціал-демократи та ліберальна партія підтримали цей захід. 

## Захист від дискримінації
27 липня 2010 року Парламент Чорногорії прийняв закон про недискримінацію, який включає сексуальну орієнтацію та гендерну приналежність як заборонені підстави дискримінації. Це було однією з вимог, яким країна повинна відповідати для членства в Європейському Союзі.Законодавство, відоме як Закон про заборону дискримінації ( чорн. Zakon o zabrani diskriminacije), визначає "дискримінацію" так: 
|  | Дискримінація - це будь-яке необґрунтоване, юридичне чи фактичне, пряме чи опосередковане розмежування чи нерівне поводження, або неприйняття поводження з особою або групою осіб порівняно з іншими особами, а також виключення, обмеження або переважне ставлення до людини порівняно з іншими особами на основі раси, кольору шкіри, національної приналежності, соціального чи етнічного походження , приналежність до нації меншин або національної спільноти меншин, мова, релігія чи переконання, політична чи інша думка, стать, гендерна приналежність, сексуальна орієнтація, стан здоров'я, інвалідність, вік, матеріальне становище, сімейний або сімейний стан, членство в групі або передбачуване членство в групі, політичній партії чи іншій організації як інші особистісні характеристики. |

У 2013 році до Кримінального кодексу було внесено зміни до заборони ненависті на основі як сексуальної орієнтації, так і гендерної ідентичності, а також передбачено посилення покарання, якщо злочин вчинено на основі ЛГБТ-статусу потерпілого. Ці зміни набули чинності 3 червня 2014 року. 

## Військова служба
Геям, лесбійкам та бісексуалам не забороняється проходити військову службу. 

## Гендерна ідентичність та вираження
Трансгендерним людям у Чорногорії дозволено змінювати юридичну стать, але для цього потрібно пройти операцію по призначенню статі, стерилізацію, розлучення, якщо вони одружені та отримати медичний діагноз. 

## Соціальні умови
Геї та лесбійки можуть зіткнутися з дискримінацією та домаганнями в Чорногорії. Анти-гей ставлення глибоко вкорінено в суспільстві, і існує широке протистояння правам ЛГБТ. 

### ЛГБТ-активізм
Перша подія гей-прайду в Чорногорії відбулася 24 липня 2013 року в прибережному місті Будва, організованому громадською організацією «ЛГБТ Форум Прогрес», і згодом викликала різні реакції у публіки.  20 жовтня 2013 року в столиці Подгоріці відбулася акція «Прайд», де міліція затримала жорстоких антигеївських протестувальників. 
У вересні 2017 року відбувся п'ятий щорічний парад в Подгориці Гей-Прайд без жодного зафіксованого інциденту. Його було організовано громадською організацією "Queer Montenegro", а в ній взяли участь близько 200 осіб. 

## Зведена таблиця
| Одностатева сексуальна активність легальна                                                      | (З 1977 р.)                                       |
| Рівний вік згоди (14)                                                                           | (З 1977 р.)                                       |
| Антидискримінаційне законодавство у сфері зайнятості                                            | (З 2010 р.)                                       |
| Антидискримінаційне законодавство у наданні товарів та послуг                                   | (З 2010 р.)                                       |
| Антидискримінаційне законодавство у всіх інших сферах                                           | (З 2010 р.)                                       |
| Закони про злочини на ґрунті ненависті включають сексуальну орієнтацію та гендерну ідентичність | (З 2014 року)                                     |
| Одностатевий шлюб                                                                               | Ні                                                |
| Визнання одностатевих союзів                                                                    | (Пропозиція)                                      |
| Посиновлення пасинків одностатевими парами                                                      | Ні                                                |
| Спільне усиновлення одностатевими парами                                                        | Ні                                                |
| Лесбійці, геї та бісексуали дозволяли проходити службу в армії                                  | Так                                               |
| Право на зміну правової статі                                                                   | (Потрібна операція)                               |
| Доступ до ЕКЗ для лесбійок                                                                      | Ні                                                |
| Конверсійна терапія заборонена                                                                  | Ні                                                |
| Комерційна сурогатність для гей-чоловічих пар                                                   | (Заборонено незалежно від сексуальної орієнтації) |
| МСМ дозволили здати кров                                                                        |                                                   |

## Дивись також
- Права ЛГБТ в Європі
- ЛГБТ-історія в Югославії